# James Weir (cầu thủ bóng đá)
James Michael Weir (sinh 4 tháng 9 năm 1995) là cầu thủ bóng đá người Anh đang thi đấu cho câu lạc bộ Hull City A.F.C. ở vị trí tiền vệ.